# Muzeul Prado
Muzeul Prado (în spaniolă Museo del Prado) este un muzeu și o galerie de artă amplasat în Madrid, Spania. Cuprinde una dintre cele mai interesante colecții de artă europeană, din secolul al XIV-lea și până la începutul secolului al XIX-lea.
Fondat ca muzeu de pictură și sculptură, "el Prado" conține de asemenea o importantă colecție de peste 5.000 de desene, 2.000 de afișe, 1.000 de monede și aproape 2.000 de obiecte decorative și lucrări de artă. Sculptura este reprezentată prin peste 700 de lucrări și printr-un număr mai mic de fragmente sculpturale. Superba galerie de tablouri (8.600 de picturi) este factorul care îi conferă muzeului renumele internațional. Indiscutabil, în Prado se află cele mai mari colecții de lucrări ale spaniolilor Diego Velázquez și Francisco Goya, precum și ale lui Hieronymus Bosch (favoritul Regelui Filip al II-lea al Spaniei). Muzeul expune o serie de colecții excelente semnate de: El Greco, Peter Paul Rubens, Rafael, Tițian, Bartolome Esteban Murillo. Lucrări ale lui: Melozzo da Forlì, Botticelli, Caravaggio, Albrecht Dürer, Rembrandt, Veronese și mulți alții sunt de asemenea de văzut în Prado.
Cea mai cunoscută operă de artă expusă este Las Meninas de Velázquez. Nu doar a oferit muzeului propriile sale tablouri superbe, ci chiar a atras prin sensibilitatea sa artistică mare parte din colecția de maeștrii italieni a muzeului. 
Faimoasa pictură Guernica (pictură) de Pablo Picasso a fost expusă la Prado, după revenirea acesteia în Spania, în urma restaurării democrației, dar aceasta a fost mutată la Museo Reina Sofia unde a fost găsit un spațiu expozițional mai mare pentru imensa pânză.

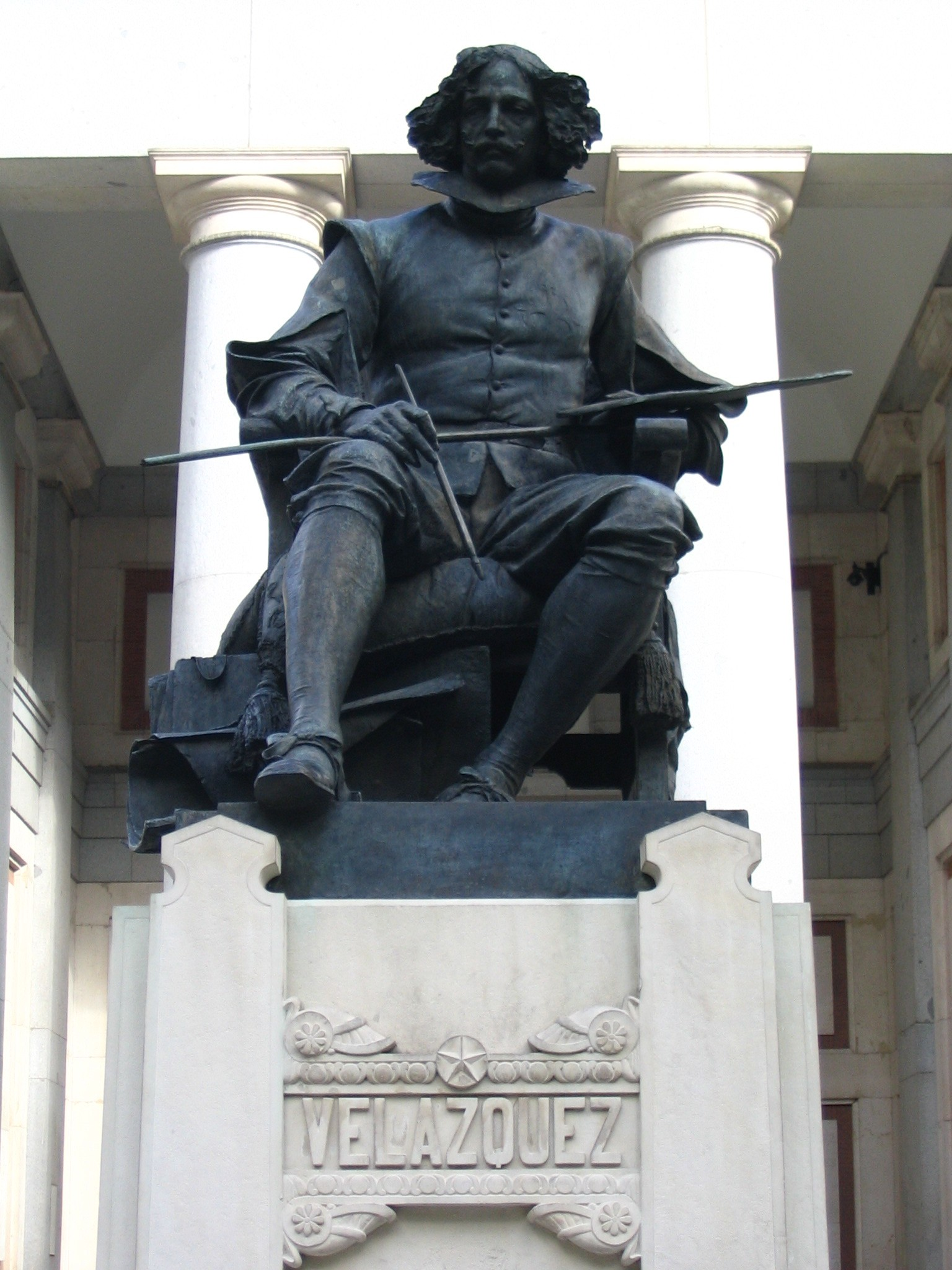
Una dintre intrările în Prado este dominată de statuia din bronz a lui Diego Velázquez.

Muzeul Prado este amplasat într-o clădire construită în timpul regatului lui Carol al III-lea, parte a unui plan de urbanizare care dorea să facă din Madrid un oraș monumental. Această pajiște (prado în spaniolă) a dat numele întregii zone (Salón del Prado, mai târziu Paseo del Prado), apoi chiar muzeului însuși, după naționalizare. Lucrările la construcția clădirii au fost suspendate după terminarea domniei lui Carol al III-lea și în timpul Războiului Spaniol de Independență, fiind reluate doar în timpul domniei nepotului său, Ferdinand al VII-lea. Structura a devenit sediul cavaleriei și a magazinului de pulvere pentru trupele napoleonice staționate la Madrid, pe durata Războiului de Independență. După detronarea reginei Elisabeta a II-a în 1868, muzeul a fost naționalizat și a primit numele de Museo del Prado. Clădirea găzduia colecția regală de artă, dovedindu-se însă neîncăpător. Prima extindere a muzeului a avut loc în 1918. 

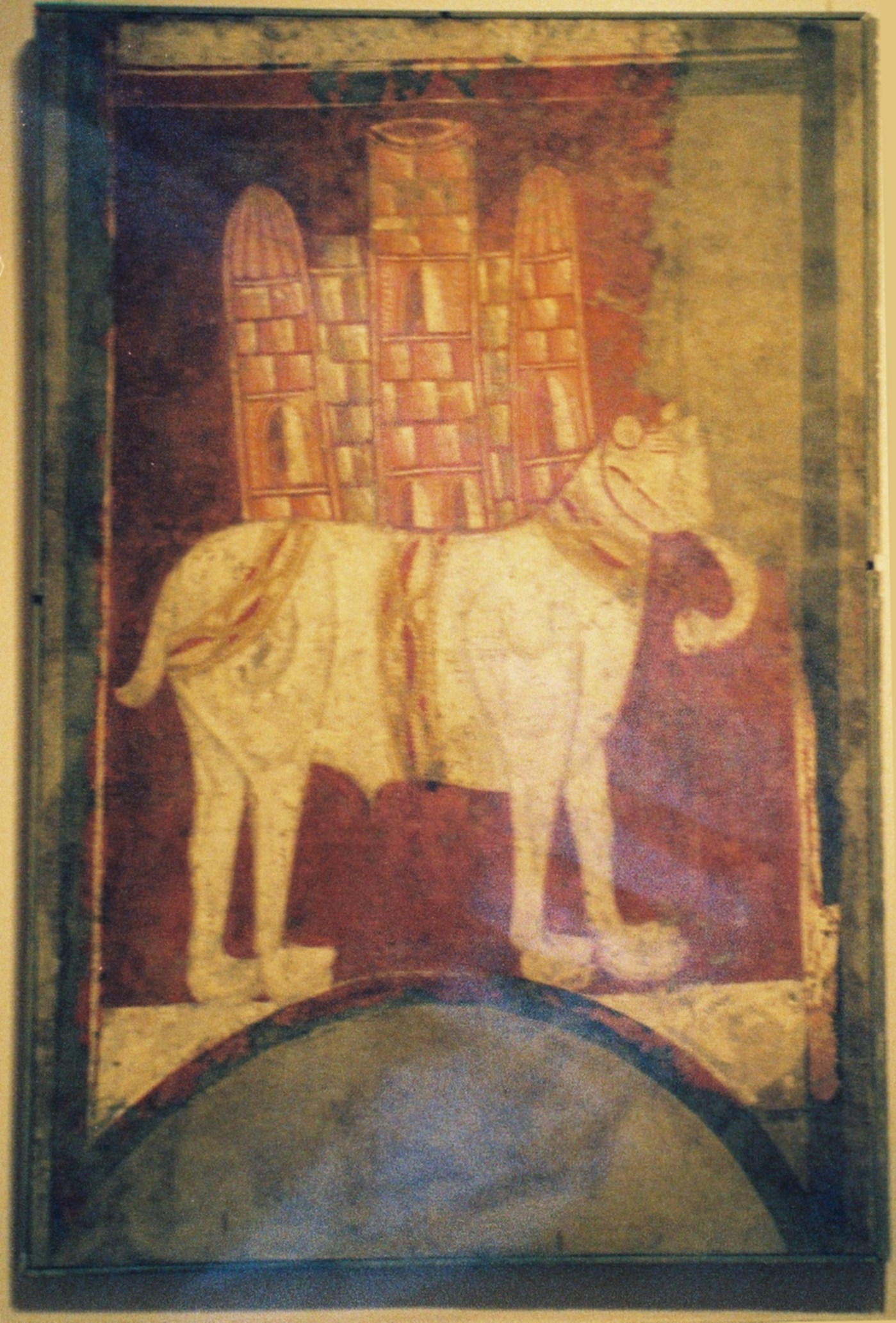
Un elefant de război de la biserica "San Baudelio de Berlanga", expus la secțiunea stilului romanic

Cea mai recentă extindere a constat în incorporarea a două clădiri (învecinate, dar nu adiacente) în structura instituțională a muzeului. Casón del Buen Retiro găzduiește din 1971 majoritatea operelor de artă din secolul al XIX-lea. Palacio de Villahermosa găzduiește în prezent Muzeul Thyssen Bornemisza, a cărui colecții au fost inițial adunate din averi private (lucrări care nu făceau parte din colecția Statului), dar care încearcă să completeze golurile și slăbiciunile colecțiilor din Prado; Thyssen Bormisza face parte din sistemul Prado din 1985. 
În timpul războiului civil spaniol, la recomandarea Ligii Națiunilor, personalul muzeului a trimis cincizeci și trei de picturi, o sută șaizeci și opt de desene și Comoara lui Dauphin la Valencia, apoi la Girona și în final la Geneva. Lucrările de artă au trebuit să fie returnate imediat după începerea celui de-al doilea război mondial, fiind încărcate în trenuri de noapte, care traversau teritoriul francez.
Trebuie menționate și cele două muzee naționale madrilene aflate în apropiere; Museo Arqueológico găzduiește opere de artă din Egiptul Antic, Mesopotamia, Grecia și Roma Antică, aflate în trecut în colecția muzeului Prado. Museo Reina Sofia găzduiește opere de artă din secolul al XX-lea.

## Legături externe
- Site web oficial
- Masterworks in the collection
- Prado in Google Earth, extra high resolution